# Actias gnoma
La mariposa luna japonesa (en japonés onagamizuao (オナガミズアオ?)) (Actias gnoma) es una especie de lepidóptero ditrisio de la familia Saturniidae. Se encuentra en Japón y el Extremo Oriente ruso.
Los adultos son de color azul verdoso claro con una cubierta de escamas elevadas y dispersas. Una sola fascia postmedial se encuentra en las alas anteriores. Los ojos son pequeños, en su mayoría con un marco negro fino (aunque a veces esto está ausente). La mitad interna del ojo es más estrecha que la externa. El ápice de las alas posteriores suele ser puntiagudo.

## Subespecies
- Actias gnoma gnoma (Butler, 1877)
- Actias gnoma mandschurica (Staudinger, 1892)
- Actias gnoma miyatai Inoue, 1976 (Japón: Hachijōjima)